# Фінланд (Міннесота)
Фінланд (англ. Finland) — переписна місцевість (CDP) в США, в окрузі Лейк штату Міннесота. Населення — 215 осіб (2020).

## Географія
Фінланд розташований за координатами 47°25′58″ пн. ш. 91°15′26″ зх. д. / 47.43278° пн. ш. 91.25722° зх. д. (47.432825, -91.257339).  За даними Бюро перепису населення США в 2010 році переписна місцевість мала площу 14,04 км², з яких 13,99 км² — суходіл та 0,06 км² — водойми.

## Демографія
Згідно з переписом 2010 року, у переписній місцевості мешкало 195 осіб у 95 домогосподарствах у складі 60 родин. Густота населення становила 14 особи/км².  Було 134 помешкання (10/км²).
Расовий склад населення:
| - 99,0 % — білих - 0,5 % — корінних американців |

До двох чи більше рас належало 0,5 %. Частка іспаномовних становила 0,0 % від усіх жителів.
За віковим діапазоном населення розподілялося таким чином: 12,8 % — особи молодші 18 років, 71,3 % — особи у віці 18—64 років, 15,9 % — особи у віці 65 років та старші. Медіана віку мешканця становила 50,9 року. На 100 осіб жіночої статі у переписній місцевості припадало 109,7 чоловіків;  на 100 жінок у віці від 18 років та старших — 109,9 чоловіків також старших 18 років.
Середній дохід на одне домашнє господарство  становив 50 196 доларів США (медіана — 43 750), а середній дохід на одну сім'ю — 61 329 доларів (медіана — 62 500). За межею бідності перебувало 33,3 % осіб, у тому числі 77,3 % дітей у віці до 18 років та 25,0 % осіб у віці 65 років та старших.
Цивільне працевлаштоване населення становило 68 осіб. Основні галузі зайнятості: сільське господарство, лісництво, риболовля — 29,4 %, освіта, охорона здоров'я та соціальна допомога — 27,9 %, будівництво — 14,7 %, роздрібна торгівля — 13,2 %.